# アルギルダス・マルティーナス・ブドレツキス
アルギルダス・マルティーナス・ブドレツキス（Algirdas Martynas [Martin] Budreckis、1937年11月13日 - ）は、リトアニア系アメリカ人の歴史家。

## 経歴
ニュージャージー州ニューアークに生まれる。1963年、ラトガース大学を卒業。1965年、博士号を取得。
1966年よりヨーロッパ捕囚民族会議の秘書を務める。雑誌『ナウヨイ・ヴィルティス』の編集長。リトアニア人青年連盟の創設者の一人。ラジオ・フリー・ヨーロッパ、在米リトアニア人評議会 (ALT) 、リトアニア解放最高委員会 (VLIK) などでも活動。
18世紀のプロイセン軍におけるリトアニア人兵士などについて研究。

## 著書
- The Lithuanian National Revolt of 1941（1968年）
- The Soviet Occupation and Annexation of Lithuania（1968年）
- The Lithuanians in America 1651-1795（1976年）
- Algirdas – senovės Lietuvos valstybininkas, jo veikla ir laikai（1981年）
- Vilniečių veikla išeivijoje（1995年）
- Susivienijimas Lietuvių Amerikoje: 90 metų istorija（共著、l976年）
- Rytų Lietuva, redaktorius ir vienas autorių（共著、1980年）